# Cry Pretty
«Cry Pretty» — песня американской кантри-певицы Кэрри Андервуд, вышедшая в качестве лид-сингла с шестого студийного альбома Ламберт Cry Pretty (2018).

## История
Песню "Cry Pretty" написали в соавторстве Кэрри Андервуд, Хиллари Линдси, Лиз Роуз, и Лори Маккенна. По словам Андервуд: «Название песни относится к тому моменту, когда эмоции захватывают, и вы просто не можете их удержать. Это действительно говорит о многом, что произошло в прошлом году, и я надеюсь, что когда вы это услышите, вы можете связать эти чувства с теми временами в вашей жизни. Это эмоционально, это реально, и это потрясает!».

## Коммерческий успех
Песня попала на 121 радиостанцию Mediabase, что позволило ей дебютировать на позиции № 20 в радиоэфирном кантри хит-параде Billboard Country Airplay с 21 апреля 2018 года. Трек достиг десятого места в этом чарте, став для певицы 27-м подряд хитом в десятке с начала её карьеры, тем самым ещё более увеличив рекордный для всех показатель.
Сингл также дебютировал на позиции № 5 в кантри-чарте Billboard Bubbling Under Hot 100 Singles. Спустя неделю, песня возглавила цифровой чарт Digital Songs с тиражом 54,000 копий, став первым кантри-треком во главе этого чарта впервые с 2014 года. Он также стал первым синглом № 1 для Андервуд в чарте Digital Songs и поднялся с № 20 до № 5 в кантри-чарте Hot Country Songs, став 27-м подряд хитом певицы в лучшей кантри-десятке. Он также дебютировал на позиции № 48 в основном хит-параде Billboard Hot 100.
К августу 2018 году тираж сингла составил 176,000 копий в США.

## Музыкальное видео
Первый тизер своего видеоклипа Андервуд выложила в сети 3 мая 2018 года, с уточнениемв конце, что "официальное видео скоро появится". Премьера его прошла 6 мая в программе American Idol. Режиссёр Randee St. Nicholas.
Видео начинается с Андервуд в душе, а затем показывает, как она идет на сцену, готовясь к исполнению песни. Следуют кадры в раздевалке, спальне, под дождём и в лимузине, где её видят плачущей.

## Отзывы
Песня «Cry Pretty» получила положительные отзывы музыкальной критики и интернет-изданий: Billboard («Четырехминутная песня глубоко погружает в сложность и боль бытия своими наряженными до сердечной боли фантастическими образами, когда все, что вы хотите сделать, это сломать и плакать, создавая небывалое крещендо в последнюю минуту, где Андервуд показывает полную, душевную силу своего голоса»), NPR, USA Today («этот трек - это многообещающее возвращение для Андервуд, демонстрирующую хорошую мелодию, которая мгновенно запоминается»).

### Итоговые списки
| Публикация    | Ранг | Список                            |
| ------------- | ---- | --------------------------------- |
| Billboard     | 1    | The 20 Best Country Songs of 2018 |
| Rolling Stone | 11   | 25 Best Country Songs of 2018     |

## Награды и номинации

### Teen Choice Awards
| Год  | Номинируемая работа | Категория           | Результат |
| ---- | ------------------- | ------------------- | --------- |
| 2018 | "Cry Pretty"        | Choice Country Song | Номинация |

### Country Music Association Awards
| Год  | Номинируемая работа | Категория               | Результат |
| ---- | ------------------- | ----------------------- | --------- |
| 2018 | "Cry Pretty"        | Music Video of the Year | Номинация |

## Чарты
| Чарт (2018)                         | Высшая позиция |
| ----------------------------------- | -------------- |
| Канада (Billboard Canadian Hot 100) | 83             |
| Канада (Billboard Country)          | 8              |
| Шотландия (OCC Scotland)            | 75             |
| США (Billboard Hot 100)             | 48             |
| США (Billboard Country Airplay)     | 9              |
| США (Billboard Hot Country Songs)   | 5              |

| Чарт (2018)                      | Позиция |
| -------------------------------- | ------- |
| US Country Airplay (Billboard)   | 42      |
| US Hot Country Songs (Billboard) | 39      |

## Сертификации
| Регион | Сертификация | Продажи |
| --- | ------------ | ------- |
| США (RIAA) | Золотой      | 500,000 |
| * Данные о продажах приведены только на основе сертификации. ^ Данные о тиражах приведены только на основе сертификации. |              |         |